# 高橋瑞枝
高橋 瑞枝（たかはし みづえ）は北海道出身の日本の柔道家。現役時代は48kg級の選手。

## 人物
1980年の体重別選手権48kg級決勝で東海大学の斉田己幸を破って優勝を飾り、女子としては初めての開催となる世界選手権の代表に選出された。ニューヨークのマジソンスクエアガーデンで行われた世界選手権では無職の肩書きでの出場となったが、初戦でカナダの日系選手であるティナ・タカハシに敗れた。1981年の初頭に開催された強化選手選考会では国井産婦人科の林浪子に敗れて2位だった。続く体重別選手権では3位にとどまった。

## 主な戦績
- 1980年 - 体重別選手権　優勝
- 1981年 - 強化選手選考会　2位
- 1981年 - 体重別選手権　3位

(出典、JudoInside.com)